# Alexei Panshin
Alexei Adams Panshin (Lansing, 14 agosto 1940 – Pennsylvania, 21 agosto 2022) è stato uno scrittore e critico letterario statunitense di fantascienza.

## Biografia
Alexei Adams Panshin nacque a Lansing, Michigan, nel 1940, da Alexis John Panshin, un professore d'origine russa, e Lucie Elizabeth Padget.
Ottenne un Bachelor of Arts all'Università statale del Michigan e un Master of Arts all'Università di Chicago.
Pubblicò, da solo o in coppia con la moglie Cory Panshin), cinque romanzi, due raccolte di racconti e tre saggi, tutti ascrivibili al genere fantascientifico. Fu insignito di numerosi riconoscimenti tra i quali il Premio Nebula per il miglior romanzo nel 1968 con Rito di passaggio.
È morto il 22 agosto 2022 in Pennsylvania all'età di 82 anni a causa di un arresto cardiaco.

## Opere

### Romanzi
- Rito di passaggio (Rite of Passage, 1968), traduzione di Alfredo Pollini, Roma, Fanucci, 1974;

Urania Collezione  n° 184 , Mondadori, 2018
- Serie di Anthony Villiers
  - Star Well (1968), traduzione di Maria Silvana Dessanti, Piacenza, La Tribuna, 1970.
  - La rivoluzione Thurb (The Thurb Revolution, 1968), traduzione di Vittorio Curtoni, Piacenza, La Tribuna, 1971.
  - Un mondo in maschera (Masque World, 1969), traduzione di Vittorio Curtoni, Piacenza, La Tribuna, 1973.
- Earth Magic, 1978, con Cory Panshin.

### Racconti
- Farewell to Yesterday's Tomorrow, 1975.
- Transmutations: A Book of Personal Alchemy, 1982.

### Saggi
- Heinlein in Dimension: A Critical Analysis, 1968.
- Mondi interiori: storia della fantascienza (SF in Dimension: A Book of Explorations, 1976), con Cory Panshin, Milano, Nord, 1978.
- The World Beyond the Hill: Science Fiction and the Quest for Transcendence, 1989, con Cory Panshin.